# Tolomaitas
Se llamaron tolomaitas a los sectarios de Tolomeo, uno de los líderes de los gnósticos, que había añadido nuevos conceptos a la doctrina de estos. 
En la ley de Moisés distinguía tres tipos de cosas: 
- unas, provenían de Dios;
- otras, de Moisés;
- otras, eran simples tradiciones de los antiguos doctores.